# Берголо
Берголо (итал. Bergolo) — коммуна в Италии, располагается в регионе Пьемонт, в провинции Кунео.
Население составляет 76 человек (2008 г.), плотность населения составляет 25 чел./км². Занимает площадь 3 км². Почтовый индекс — 12074. Телефонный код — 0173.
В коммуне во второе воскресенье сентября особо празднуется Рождество Пресвятой Богородицы.

## Демография
Динамика населения:

## Администрация коммуны
- Официальный сайт: